# Grünegghorn
 (avril 2021).
Le Grünegghorn est un sommet des Alpes bernoises, en Suisse, situé dans le canton du Valais, qui culmine à 3 863 m d'altitude.
Situé au sud du Grünhorn, il domine le glacier de Fiesch au sud-est, l'Ewigschneefäld à l'ouest et la Konkordiaplatz du glacier d'Aletsch au sud-est.